# Nghiên cứu khả thi

Các nghiên cứu khả thi nhằm mục đích phát hiện khách quan và hợp lý ra những điểm mạnh và điểm yếu của kinh doanh hiện có hoặc liên doanh đề nghị, cơ hội và mối đe dọa như được trình bày bởi các môi trường, tài nguyên yêu cầu thực hiện thông qua, và cuối cùng là triển vọng cho sự thành công  Trong điều khoản của nó đơn giản, hai tiêu chuẩn để phán xét tính khả thi giá trị yêu cầu và giá trị để đạt được. Như vậy, một nghiên cứu khả thi được thiết kế tốt nên cung cấp một bối cảnh lịch sử của doanh nghiệp hoặc dự án, mô tả về sản phẩm hoặc dịch vụ, kế toán báo cáo, chi tiết của các hoạt động và quản lý, nghiên cứu thị trường, chính sách, dữ liệu tài chính, các yêu cầu pháp lý và nghĩa vụ thuế  Nói chung, các nghiên cứu khả thi trước sự phát triển kỹ thuật và dự án thực hiện. 

## Năm yếu tố phổ biến
TELOS cung cấp cho năm yếu tố phổ biến.

### Khả thi công nghệ và hệ thống
Đánh giá được dựa trên một thiết kế phác thảo các yêu cầu hệ thống về Đầu vào, Quá trình, Đầu ra, Các trường, Chương trình, và Thủ tục. Điều này có thể được định lượng về khối lượng của dữ liệu, xu hướng, tần số cập nhật, vv để ước tính xem hệ thống mới sẽ thực hiện đầy đủ hay không. Tính khả thi về công nghệ được thực hiện để xác định xem liệu công ty có khả năng về phần mềm, phần cứng, nhân sự và chuyên môn, xử lý hoàn thành của dự án. Khi viết một báo cáo nghiên cứu khả thi sau đây nên được thực hiện để xem xét:
- Một mô tả ngắn gọn của doanh nghiệp để đánh giá các yếu tố có thể ảnh hưởng đến nghiên cứu
- Các phần của doanh nghiệp được kiểm tra
- Các yếu tố con người và kinh tế
- Các giải pháp cho các vấn đề

Ở cấp độ này, mối quan tâm được đề nghị cả tính khả thi kỹ thuật và tính khả thi pháp lý (giả định chi phí vừa phải).

### Tính khả thi kinh tế
Phân tích kinh tế là phương pháp thường xuyên nhất được sử dụng để đánh giá hiệu quả của một hệ thống mới. Thường được gọi là phân tích chi phí - lợi ích, thủ tục để xác định những lợi ích và tiết kiệm được dự kiến từ một hệ thống ứng cử viên và so sánh chúng với chi phí. Nếu lợi ích lớn hơn chi phí, sau đó quyết định được thực hiện để thiết kế và thực hiện hệ thống. Là một doanh nghiệp phải cân nhắc chính xác chi phí so với lợi ích trước khi thi một hành động.
Nghiên cứu dựa trên chi phí: Điều quan trọng là để xác định chi phí và yếu tố lợi ích, có thể được phân loại như sau: 1. Chi phí phát triển, và 2. Chi phí vận hành. Đây là một phân tích của các chi phí phát sinh trong hệ thống và các lợi ích có thể kế thừa từ hệ thống.
Nghiên cứu dựa trên thời gian: Đây là một phân tích của thời gian cần thiết để đạt được một lợi nhuận trên đầu tư. Giá trị tương lai của một dự án cũng là một yếu tố.

### Tính khả thi pháp lý
Quyết định nếu hệ thống đề xuất các cuộc xung đột với các yêu cầu pháp lý, ví dụ như một hệ thống xử lý dữ liệu phải thực hiện theo quy định với các hành vi bảo vệ dữ liệu địa phương.

### Tính khả thi vận hành
Tính khả thi vận hành là một đo lường một hệ thống được đề xuất giải quyết vấn đề tốt như thế nào, và tận dụng những cơ hội xác định trong định nghĩa phạm vi và làm thế nào đáp ứng các yêu cầu được xác định trong giai đoạn phân tích yêu cầu của phát triển hệ thống .

### Tính khả thi tiến độ
Một dự án sẽ thất bại nếu nó mất quá lâu để được hoàn thành trước khi nó rất hữu ích. Thông thường điều này có nghĩa là đánh giá hệ thống sẽ mất bao lâu để phát triển, và nếu nó có thể được hoàn thành trong một khoảng thời gian nhất định bằng cách sử dụng một số phương pháp như thời gian hoàn vốn. Khả thi tiến độ là một biện pháp hợp lý thời gian biểu của dự án là như thế nào. Với chuyên môn kỹ thuật của chúng tôi, thời hạn dự án hợp lý? Một số dự án được bắt đầu với thời hạn cụ thể. Bạn cần phải xác định thời hạn là bắt buộc hoặc mong muốn.

## Các yếu tố khả thi khác

### Tính khả thi thị trường và bất động sản
Nghiên cứu khả thi thị trường thường liên quan đến việc thử nghiệm các vị trí địa lý cho một dự án phát triển bất động sản, và thường liên quan đến thửa đất bất động sản. Nhà phát triển thường tiến hành các nghiên cứu thị trường để xác định vị trí tốt nhất trong phạm vi quyền tài phán, và để kiểm tra thay thế đất sử dụng cho các bưu kiện được. Khu vực pháp lý thường yêu cầu các nhà phát triển để hoàn thành nghiên cứu khả thi trước khi họ sẽ chấp thuận một đơn xin giấy phép cho dự án bán lẻ, thương mại, công nghiệp, sản xuất, nhà ở, văn phòng hoặc sử dụng hỗn hợp. Thị trường khả thi có tính đến tầm quan trọng của doanh nghiệp trong khu vực được lựa chọn.

### Tính khả thi nguồn lực
Điều này liên quan đến câu hỏi như vậy là bao nhiêu thời gian có sẵn để xây dựng hệ thống mới, khi nó có thể được xây dựng, cho dù nó gây trở ngại cho hoạt động kinh doanh bình thường, loại và số lượng tài nguyên cần thiết, phụ thuộc,

### Tính khả thi văn hóa
Trong giai đoạn này, các lựa chọn thay thế của dự án được đánh giá về tác động của các văn hóa địa phương và chung. Ví dụ, các yếu tố môi trường cần phải được xem xét và những yếu tố này để được nổi tiếng. Hơn nữa nền văn hóa riêng của một doanh nghiệp có thể xung đột với các kết quả của dự án.

### Tính khả thi tài chính
Trong trường hợp một dự án mới, khả năng tài chính có thể được đánh giá dựa trên các thông số sau đây:
- Dự kiến tổng chi phí của dự án
- Tài chính của dự án về cơ cấu vốn của nó, tỷ lệ nợ trên vốn chủ sở hữu và phần của người ủng hộ trong tổng chi phí
- Đầu tư hiện tại của các người ủng hộ trong bất kỳ doanh nghiệp nào khác
- Dự kiến dòng tiền và lợi nhuận

## Đầu ra
Các kết quả đầu ra của nghiên cứu khả thi là báo cáo nghiên cứu khả thi, một báo cáo chi tiết các tiêu chí đánh giá, kết quả nghiên cứu, và các khuyến nghị <ref name="fsr">{{chú thích| author=Michele Berrie| year=2008|url=http://www.pmhut.com/initiating-phase-feasibility-study-request-and-report%7C title=Initiating Phase - Feasibility Study Request and Report|Bằng chứng của khái niệm]]
- Phân tích SWOT